# Myeloconis parva
Myeloconis parva är en lavart som beskrevs av P.M. McCarthy & Elix 1996. Myeloconis parva ingår i släktet Myeloconis och familjen Myeloconidiaceae.   Inga underarter finns listade i Catalogue of Life.